# Francisco Millán Mon
Francisco José Ricardo Millán Mon (Pontevedra, 8 de marzo de 1955) es un político español. Diplomático de carrera, ascendido a la categoría de Embajador desde enero de 2022. Desde 2004 es diputado al Parlamento Europeo por el Grupo del Partido Popular Europeo. 

## Formación académica y carrera diplomática
Francisco José Millán Mon es licenciado en Derecho por la Universidad de Santiago de Compostela y también posee el Diploma de Estudios Internacionales (Escuela Diplomática de Madrid). Tras licenciarse en 1977, ingresó en la Carrera Diplomática en 1980. Estuvo destinado en las Embajadas de España en Bonn (Alemania) y Rabat (Marruecos). Ascendió a la categoría de Embajador en enero de 2022. 
Además ocupó distintos puestos en el Ministerio de Asuntos Exteriores. Entre otros, trabajó en la Dirección General de Asuntos Consulares y en la Asesoría Jurídica Internacional del Ministerio. Fue también Director del Gabinete del Secretario General para las Comunidades Europeas (1991-1993), Director del Gabinete del Secretario General de Política Exterior y para la UE (1996-1998) y Director General de Política Exterior para Europa entre 1998 y 2000. Del 2000 al 2003, fue Asesor para Asuntos Internacionales del Vicepresidente Primero del Gobierno.
Miembro del Comité Ejecutivo Nacional del Partido Popular desde junio de 2008 hasta julio de 2018.

## Actividad parlamentaria
Desde julio del 2004 es diputado en el Parlamento Europeo. 
Durante la sexta legislatura (2004 - 2009) fue miembro titular de la comisión de Asuntos Exteriores (AFET) y de la Delegación para las relaciones con los Estados Unidos del Parlamento Europeo, siendo suplente de la comisión de Desarrollo. Fue miembro de la Asamblea Parlamentaria Euro-Mediterránea. También del Grupo de Trabajo UE - Naciones Unidas, al que todavía pertenece. 
Durante esa legislatura centró su actividad, entre otras materias, en las relaciones de la UE con los Estados Unidos,  y las relaciones euro-mediterráneas. También se ocupó del proceso de adhesión de Rumanía a la UE, como responsable de este asunto en nombre del Grupo Popular Europeo.
En la séptima legislatura (2009 - 2014), Millán Mon continuó como titular en la comisión de Asuntos Exteriores y en la Delegación para las Relaciones con los Estados Unidos. Fue miembro suplente de la comisión de Cultura y Educación.
En la octava legislatura (2014-2019),fue miembro titular en la comisión de Asuntos Exteriores y en la Delegación para las Relaciones con los Estados Unidos. Fue miembro suplente en la Comisión de Pesca y en la Delegación para las Relaciones con la República Popular China. En la Comisión de Asuntos Exteriores. las relaciones de la UE con EE.UU, la política de vecindad de la UE (en especial su dimensión mediterránea), las relaciones con Rusia y el conflicto de Ucrania, así como las relaciones de la UE con los países latinoamericanos, son asuntos en los que puso especial interés.
En la actual legislatura, la novena (2019-2024),continúa como miembro titular en la comisión de Asuntos Exteriores. También es miembro titular de la Comisión de Pesca y Vicepresidente primero de esta desde octubre de 2023. Pertenece a la Delegación del Parlamento Europeo en la Asamblea Parlamentaria de Asociación UE-Reino Unido y a la Delegación para las relaciones con los países de Asia Central. Es suplente de la Delegación para las Relaciones con China. 

## Galicia y Caminos de Santiago
Desde febrero del 2010 hasta mayo de 2014 fue el presidente del Intergrupo "Caminos de Santiago" del Parlamento Europeo. 
Los objetivos básicos del Intergrupo mencionado fueron ayudar a divulgar el papel que las rutas a Compostela han desempeñado en la creación de la cultura europea y de una identidad europea común, estimular la identificación, recuperación y señalización de los Caminos de Santiago en Europa, y reforzar las relaciones con las instituciones más vinculadas al Camino.
En la octava legislatura se fundó el Intergrupo “Desarrollo del Turismo Europeo, Patrimonio Cultural, Caminos de Santiago y otras Rutas Culturales Europeas”, del que es Co-Presidente. Los Caminos de Santiago -que están experimentando un auténtico renacimiento en el plano europeo e internacional- ocupan un lugar muy relevante en este amplio Intergrupo.
En esta novena legislatura preside el Intergrupo “Patrimonio Cultural Europeo, Caminos de Santiago y otras Rutas Culturales Europeas”, del que forman parte 80 eurodiputados de diferentes nacionalidades y grupos políticos. 
Además, como político gallego sigue muy de cerca en el Parlamento Europeo todos los asuntos que afectan a Galicia en la UE. Como miembro de la Comisión de Pesca presta particular atención a las cuestiones pesqueras más relevantes para Galicia, primera región pesquera de Europa.